# Championnat du monde de motocross 2011
Navigation
Édition précédente Édition suivante
Le championnat du monde de motocross 2011 MX1 et MX2 compte 15 Grand-Prix.

## Grand Prix de la saison 2011

### MX1 et MX2
| Course n° | Date              | Grand Prix                          | Lieu                                          | Classe | Course 1           | Course 2           | Vainqueur du Grand Prix |
| 1         | 10 avril 2011     | Grand prix de Bulgarie              | Sevlievo                                      | MX1    | Steven Frossard    | Clément Desalle    | Clément Desalle         |
| 1         | 10 avril 2011     | Grand prix de Bulgarie              | Sevlievo                                      | MX2    | Ken Roczen         | Ken Roczen         | Ken Roczen              |
| 2         | 25 avril 2011     | Grand prix des Pays-Bas             | Valkenswaard                                  | MX1    | Antonio Cairoli    | Maximilian Nagl    | Antonio Cairoli         |
| 2         | 25 avril 2011     | Grand prix des Pays-Bas             | Valkenswaard                                  | MX2    | Jeffrey Herlings   | Jeffrey Herlings   | Jeffrey Herlings        |
| 3         | 15 mai 2011       | Grand prix des États-Unis           | Glen Helen San Bernardino                     | MX1    | Clément Desalle    | Clément Desalle    | Clément Desalle         |
| 3         | 15 mai 2011       | Grand prix des États-Unis           | Glen Helen San Bernardino                     | MX2    | Ken Roczen         | Ken Roczen         | Ken Roczen              |
| 4         | 22 mai 2011       | Grand prix du Brésil                | Indaiatuba                                    | MX1    | Antonio Cairoli    | David Philippaerts | David Philippaerts      |
| 4         | 22 mai 2011       | Grand prix du Brésil                | Indaiatuba                                    | MX2    | Ken Roczen         | Jeffrey Herlings   | Jeffrey Herlings        |
| 5         | 5 juin 2011       | Grand prix de France                | Circuit du Puy de Poursay Saint-Jean-d'Angély | MX1    | Steven Frossard    | Clément Desalle    | Steven Frossard         |
| 5         | 5 juin 2011       | Grand prix de France                | Circuit du Puy de Poursay Saint-Jean-d'Angély | MX2    | Ken Roczen         | Tommy Searle       | Tommy Searle            |
| 6         | 12 juin 2011      | Grand prix du Portugal              | Agueda                                        | MX1    | Clément Desalle    | Clément Desalle    | Clément Desalle         |
| 6         | 12 juin 2011      | Grand prix du Portugal              | Agueda                                        | MX2    | Ken Roczen         | Tommy Searle       | Jeffrey Herlings        |
| 7         | 19 juin 2011      | Grand prix d'Espagne                | La Baneza                                     | MX1    | Steven Frossard    | Antonio Cairoli    | Antonio Cairoli         |
| 7         | 19 juin 2011      | Grand prix d'Espagne                | La Baneza                                     | MX2    | Ken Roczen         | Ken Roczen         | Ken Roczen              |
| 8         | 3 juillet 2011    | Grand prix de Suède                 | Uddevalla                                     | MX1    | Steven Frossard    | Steven Frossard    | Steven Frossard         |
| 8         | 3 juillet 2011    | Grand prix de Suède                 | Uddevalla                                     | MX2    | Ken Roczen         | Ken Roczen         | Ken Roczen              |
| 9         | 10 juillet 2011   | Grand prix d'Allemagne              | Teutschenthal                                 | MX1    | Evgeny Bobryshev   | Evgeny Bobryshev   | Evgeny Bobryshev        |
| 9         | 10 juillet 2011   | Grand prix d'Allemagne              | Teutschenthal                                 | MX2    | Ken Roczen         | Gautier Paulin     | Ken Roczen              |
| 10        | 17 juillet 2011   | Grand prix de Lettonie              | Ķegums                                        | MX1    | Antonio Cairoli    | Antonio Cairoli    | Antonio Cairoli         |
| 10        | 17 juillet 2011   | Grand prix de Lettonie              | Ķegums                                        | MX2    | Ken Roczen         | Ken Roczen         | Ken Roczen              |
| 11        | 31 juillet 2011   | Grand prix de Belgique              | Lommel                                        | MX1    | Antonio Cairoli    | Antonio Cairoli    | Antonio Cairoli         |
| 11        | 31 juillet 2011   | Grand prix de Belgique              | Lommel                                        | MX2    | Jeffrey Herlings   | Jeffrey Herlings   | Jeffrey Herlings        |
| 12        | 7 août 2011       | Grand prix de la République Tchèque | Loket                                         | MX1    | Antonio Cairoli    | Clément Desalle    | Clément Desalle         |
| 12        | 7 août 2011       | Grand prix de la République Tchèque | Loket                                         | MX2    | Ken Roczen         | Ken Roczen         | Ken Roczen              |
| 13        | 21 août 2011      | Grand prix de Grande-Bretagne       | Matterley Basin                               | MX1    | Christophe Pourcel | Antonio Cairoli    | Antonio Cairoli         |
| 13        | 21 août 2011      | Grand prix de Grande-Bretagne       | Matterley Basin                               | MX2    | Ken Roczen         | Ken Roczen         | Ken Roczen              |
| 14        | 4 septembre 2011  | Grand prix d'Allemagne              | Gaildorf                                      | MX1    | Evgeny Bobryshev   | Christophe Pourcel | Antonio Cairoli         |
| 14        | 4 septembre 2011  | Grand prix d'Allemagne              | Gaildorf                                      | MX2    | Ken Roczen         | Tommy Searle       | Tommy Searle            |
| 15        | 11 septembre 2011 | Grand prix d'Italie                 | Fermo                                         | MX1    | Gautier Paulin     | Christophe Pourcel | Gautier Paulin          |
| 15        | 11 septembre 2011 | Grand prix d'Italie                 | Fermo                                         | MX2    | Tommy Searle       | Jeffrey Herlings   | Jeffrey Herlings        |

### MX3
| Manche | Date            | Grand Prix              | Lieu                 | Course 1      | Course 2      | Vainqueur du Grand Prix |
| ------ | --------------- | ----------------------- | -------------------- | ------------- | ------------- | ----------------------- |
| 1      | 17 avril 2011   | Grand Prix de Grèce     | Mégalopolis          | Julien Bill   | Annulée       | Julien Bill             |
| 2      | 24 avril 2011   | Grand Prix de Bulgarie  | Troyan               | Milko Potisek | Milko Potisek | Milko Potisek           |
| 3      | 12 juin 2011    | Grand Prix de Finlande  | Vantaa               | Julien Bill   | Julien Bill   | Julien Bill             |
| 4      | 19 juin 2011    | Grand Prix d'Ombrie     | Castiglione del Lago | Julien Bill   | Julien Bill   | Julien Bill             |
| 5      | 26 juin 2011    | Grand Prix de Slovaquie | Šenkvice             | Milko Potisek | Julien Bill   | Julien Bill             |
| 6      | 10 juillet 2011 | Grand Prix d'Ukraine    | Chernivtsy           | Milko Potisek | Julien Bill   | Julien Bill             |
| 7      | 17 juillet 2011 | Grand Prix de Slovénie  | Orehova Vas          | Julien Bill   | Julien Bill   | Julien Bill             |
| 8      | 7 août 2011     | Grand Prix de France    | Lacapelle-Marival    | Julien Bill   | Julien Bill   | Julien Bill             |

## Classement des pilotes MX1
| Pos. | Pilote              | Pays            | Constructeur | Pts |
| ---- | ------------------- | --------------- | ------------ | --- |
| 1.   | Antonio Cairoli     | Italie          | KTM          | 596 |
| 2.   | Steven Frossard     | France          | Yamaha       | 472 |
| 3.   | Clément Desalle     | Belgique        | Suzuki       | 461 |
| 4.   | Evgueny Bobryshev   | Russie          | Honda        | 444 |
| 5.   | Maximilian Nagl     | Allemagne       | KTM          | 439 |
| 6.   | Rui Goncalves       | Portugal        | Honda        | 431 |
| 7.   | Xavier Boog         | France          | Kawasaki     | 347 |
| 8.   | Jonathan Barragan   | Espagne         | Kawasaki     | 326 |
| 9.   | David Philippaerts  | Italie          | Yamaha       | 308 |
| 10.  | Kevin Strijbos      | Belgique        | Suzuki       | 295 |
| 11.  | Ken De Dycker       | Belgique        | Honda        | 268 |
| 12.  | Tanel Leok          | Estonie         | TM           | 267 |
| 13.  | Anthony Boissière   | France          | Yamaha       | 238 |
| 14.  | Steve Ramon         | Belgique        | Suzuki       | 229 |
| 15.  | Shaun Simpson       | Grande-Bretagne | Honda        | 222 |
| 16.  | Davide Guarneri     | Italie          | Kawasaki     | 204 |
| 17.  | Christophe Pourcel  | France          | Kawasaki     | 132 |
| 18.  | Grégory Aranda      | France          | Kawasaki     | 120 |
| 19.  | Carlos Campano      | Espagne         | Yamaha       | 99  |
| 20.  | Marcus Schiffer     | Allemagne       | Suzuki       | 97  |
| 21.  | Matthias Walkner    | Autriche        | KTM          | 69  |
| 22.  | Manuel Monni        | Italie          | Honda        | 68  |
| 23.  | Marc de Reuver      | Pays-Bas        | Yamaha       | 55  |
| 24.  | Gautier Paulin      | France          | Yamaha       | 47  |
| 25.  | Gerhard Schmidinger | Autriche        | Honda        | 46  |
| 26.  | Brad Anderson       | Grande-Bretagne | Honda        | 38  |
| 27.  | Marvin Van Daele    | Belgique        | Honda        | 30  |
| 28.  | Herjan Brakke       | Pays-Bas        | Yamaha       | 27  |
| 29.  | Jason Dougan        | Grande-Bretagne | Yamaha       | 26  |
| 30.  | Christian Craig     | États-Unis      | Honda        | 21  |

## Classement des pilotes MX2
| Pos. | Pilote               | Pays            | Constructeur | Pts |
| ---- | -------------------- | --------------- | ------------ | --- |
| 1.   | Ken Roczen           | Allemagne       | KTM          | 651 |
| 2.   | Jeffrey Herlings     | Pays-Bas        | KTM          | 632 |
| 3.   | Tommy Searle         | Grande-Bretagne | Kawasaki     | 573 |
| 4.   | Gautier Paulin       | France          | Yamaha       | 458 |
| 5.   | Arnaud Tonus         | Suisse          | Yamaha       | 427 |
| 6.   | Max Anstie           | Grande-Bretagne | Kawasaki     | 405 |
| 7.   | Nicolas Aubin        | France          | KTM          | 304 |
| 8.   | Zach Osborne         | États-Unis      | Yamaha       | 295 |
| 9.   | Harri Kullas         | Finlande        | Yamaha       | 287 |
| 10.  | Joël Roelants        | Belgique        | KTM          | 253 |
| 11.  | Jake Nicholls        | Grande-Bretagne | KTM          | 229 |
| 12.  | Christophe Charlier  | France          | Yamaha       | 225 |
| 13.  | Jordi Tixier         | France          | KTM          | 213 |
| 14.  | José Butron          | Espagne         | KTM          | 172 |
| 15.  | Alessandro Lupino    | Italie          | Husqvarna    | 159 |
| 16.  | Petar Petrov         | Bulgarie        | Yamaha       | 140 |
| 17.  | Jérémy Van Horebeek  | Belgique        | KTM          | 139 |
| 18.  | Pascal Rauchenecker  | Autriche        | KTM          | 127 |
| 19.  | Valentin Teillet     | France          | Suzuki       | 125 |
| 20.  | Nick Triest          | Belgique        | KTM          | 104 |
| 21.  | Glenn Coldenhoff     | Pays-Bas        | Yamaha       | 90  |
| 22.  | Matiss Karro         | Lettonie        | Honda        | 71  |
| 23.  | Mike Kras            | Pays-Bas        | Suzuki       | 65  |
| 24.  | Michael Leib         | États-Unis      | Husqvarna    | 52  |
| 25.  | Ludvig Söderberg     | Finlande        | Kawasaki     | 42  |
| 26.  | Nikolaj Larsen       | Danemark        | KTM          | 34  |
| 27.  | Even Heibye          | Norvège         | KTM          | 32  |
| 28.  | Ivo Monticelli       | Italie          | Honda        | 26  |
| 29.  | Julien Lieber        | Belgique        | KTM          | 24  |
| 30.  | Elliott Banks-Browne | Grande-Bretagne | Honda        | 23  |

## Classement des pilotes MX3
| Pos. | Pilote           | Pays               | Constructeur | Pts |
| ---- | ---------------- | ------------------ | ------------ | --- |
| 1.   | Julien Bill      | Suisse             | Honda        | 359 |
| 2.   | Milko Potisek    | France             | Honda        | 297 |
| 3.   | Martin Michek    | République tchèque | KTM          | 287 |
| 4.   | Antti Pyrhönen   | Finlande           | Honda        | 255 |
| 5.   | Martin Zerava    | République tchèque | Honda        | 202 |
| 6.   | Marco Maddii     | Italie             | KTM          | 183 |
| 7.   | Michael Stauffer | Autriche           | KTM          | 177 |
| 8.   | Petr Michalek    | République tchèque | Honda        | 122 |
| 9.   | Saso Kragelj     | Slovénie           | Yamaha       | 106 |
| 10.  | Marko Kovalainen | Finlande           | Yamaha       | 82  |